# Monk (album 1956)
Monk è un album in studio del pianista e compositore statunitense Thelonious Monk, pubblicato nel 1956.

## Tracce
Tutte le tracce sono state composte da Thelonious Monk, eccetto dove indicato.
Side 1
1. We See - 5:16
2. Smoke Gets in Your Eyes (Otto Harbach, Jerome Kern) - 4:34
3. Locomotive - 6:23
4. Hackensack - 5:13

Side 2
1. Let's Call This - 5:08
2. Think of One [Take 2] - 5:47
3. Think of One [Take 1] - 5:37

## Formazione
Side 1
- Thelonious Monk - piano
- Ray Copeland - tromba
- Frank Foster - sassofono tenore
- Curly Russell - basso
- Art Blakey - batteria

Side 2
- Thelonious Monk - piano
- Julius Watkins - corno francese
- Sonny Rollins - sassofono tenore
- Percy Heath - basso
- Willie Jones - batteria